# 黑梅克河
51°15′52″N 7°40′19″E / 51.264570°N 7.671851°E

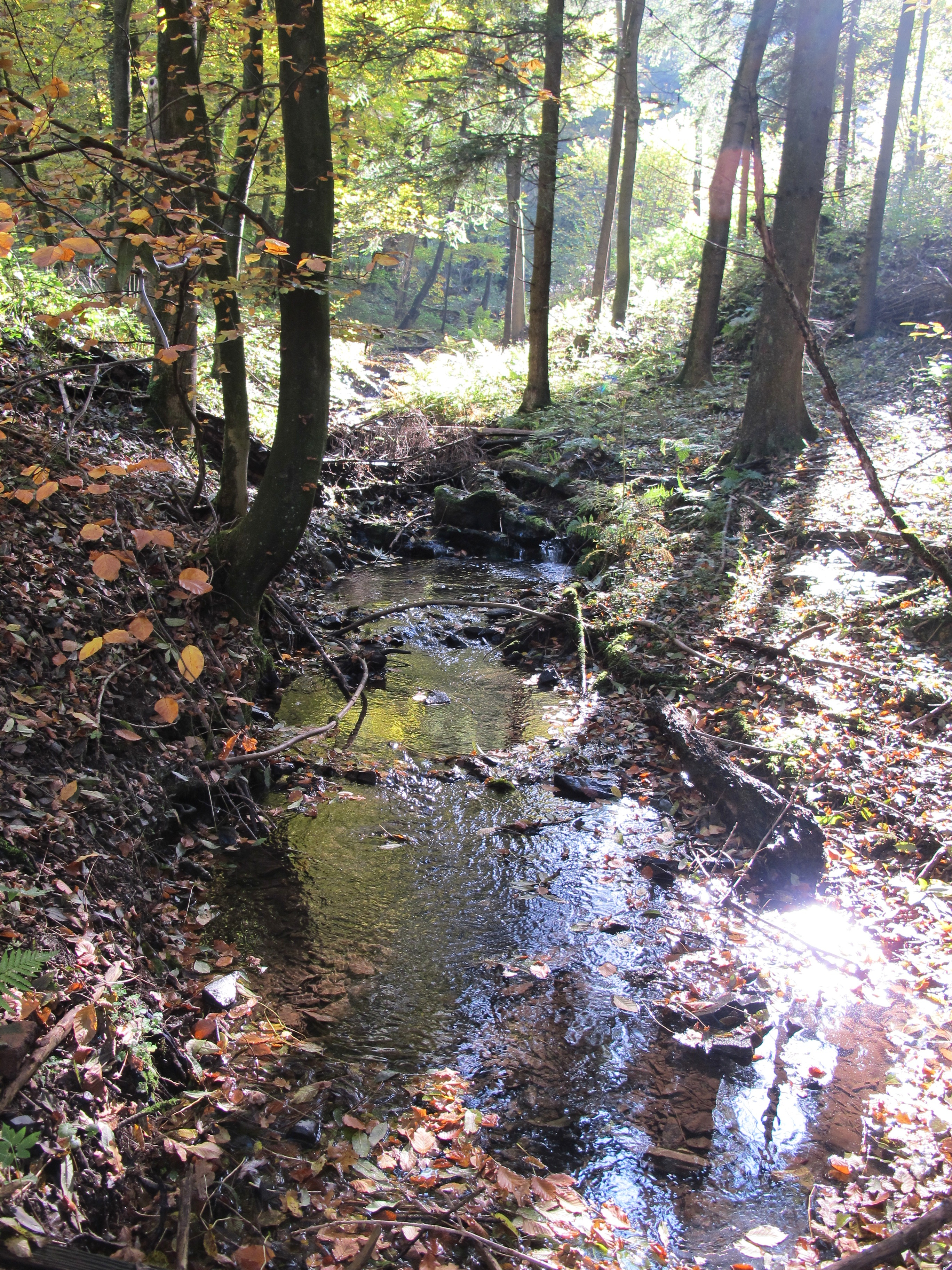

黑梅克河（德語：Hemecke），是德國的河流，位於該國西部，處於北萊茵-威斯特法倫州，屬於拉梅德河的右支流，河道全長2.4公里，發源地海拔高度387米。